# Última Hora (Barcelona)
Última Hora fue un periódico español editado en la ciudad de Barcelona entre 1935 y 1938.

## Historia
El diario nace en octubre de 1935 como un proyecto del político catalanista Lluis Companys, que quería dotar a Esquerra Republicana de Catalunya (ERC) de un diario enfocado a los sectores moderados de ERC. Editado en lengua catalana, era un diario de carácter vespertino. Un hermano de Compayns, Miguel, ejerció como gerente de la publicación.
Su último número salió a la calle el 23 de abril de 1938, ya iniciada la Guerra civil.